# Fanny (Rebsorte)
Fanny ist eine weiße, in der Haltung anspruchslose und pilzresistente Tafeltraube aus Ungarn. Durch ihre frühe Reife und gute Frostbeständigkeit ist der Anbau auch in etwas raueren Klimazonen möglich. Sie hat keine besonderen Ansprüche an Boden und Klima. In Deutschland ist Fanny als Zierrebsorte anerkannt und seit dem Jahr 2001 geschützt. Als Erhaltungszüchter arbeitet Jörg Wolf aus Bad Dürkheim.
Fanny ist eine Kreuzung aus Villard Blanc x (Teli Muskotaly X Olimpia) und gehört zur Familie der Hybridreben. Die Neuzüchtung stammt von Jozsef Csizmazia vom Forschungsinstitut für Weinbau und Kellerwirtschaft in Eger. Als Züchtungsziel wurde die Resistenz gegen Pilzkrankheiten sowie die Resistenz gegen harten Winterfrost definiert.
Fanny eignet sich gut für den Erwerbs- und Liebhaberanbau. Sie ist gegen Krankheiten sehr robust, kommt daher fast ohne Pflanzenschutz aus.

## Ampelographische Sortenmerkmale
In der Ampelographie wird der Habitus folgendermaßen beschrieben:
- Die Triebspitze ist offen. Sie ist leicht wollig behaart. Die bronzefarbenen gefleckten Jungblätter sind nur leicht wollig behaart.
- Die mittelgroßen Blätter sind fünflappig und tief gebuchtet (siehe auch den Artikel Blattform). Die Stielbucht ist offen. Die Blattoberfläche (auch Blattspreite genannt) ist leicht blasig.
- Die Traube ist mittelgroß (mindestens 500 Gramm schwer) und lockerbeerig. Die breit elliptischen Beeren sind groß und von gelblich-grüner Farbe. Sie sind knackig, neutral, harmonisch im Geschmack mit festem Fruchtfleisch.

Die Rebsorte hat einen starken Wuchs und reift Ende August bis Anfang September. Tolerant ist die Sorte gegen die Pilzkrankheiten Echter Mehltau und Falscher Mehltau der Weinrebe. Ihre Resistenz gegen Grauschimmelfäule (Botrytis cinerea) ist bemerkenswert.
Sie besitzt zwittrige Blüten und ist somit selbstfruchtend. Beim Weinbau wird der ökonomische Nachteil vermieden, keinen Ertrag liefernde, männliche Pflanzen anbauen zu müssen.